# Campionato sudamericano per club 2024 (pallavolo femminile)
Il campionato sudamericano per club 2024, 16ª edizione del campionato sudamericano per club di pallavolo femminile, si è svolto dal 14 al 18 febbraio 2024 a Bauru, in Brasile: al torneo hanno partecipato sei squadre di club sudamericane e la vittoria finale è andata per la quinta volta al Minas.

## Impianti
|                                                                       |  |  |
|                                                                       |  |  |
| Ginásio Paulo Skaf Città: Bauru Capienza: 5 000 Anno d'apertura: 2021 |  |  |

## Regolamento

### Formula
La formula ha previsto:
- Fase a gironi, disputata con girone all'italiana: le prime due classificate di ogni girone hanno acceduto alla fase finale per il primo posto, mentre l'ultima classificata di ogni girone ha acceduto alla finale per il quinto posto.
- Fase finale, disputata con:
  - Finale per il quinto posto.
  - Semifinali, finale per il terzo posto e finale.

### Criteri di classifica
Se il risultato finale è stato di 3-0 o 3-1 sono stati assegnati 3 punti alla squadra vincente e 0 a quella sconfitta, se il risultato finale è stato di 3-2 sono stati assegnati 2 punti alla squadra vincente e 1 a quella sconfitta.
L'ordine del posizionamento in classifica è stato definito in base a:
- Punti;
- Numero di partite vinte;
- Ratio dei set vinti/persi;
- Ratio dei punti realizzati/subiti.

## Squadre partecipanti
| Squadra          | Qualificazione                                                |
| ---------------- | ------------------------------------------------------------- |
| Club San Martín  | Vincitrice Liga Superior Femenina del Voleibol Boliviano 2023 |
| Bauru            | Squadra organizzatrice                                        |
| Minas            | 2ª in Superliga Série A 2022-23                               |
| Praia Clube      | Vincitrice Superliga Série A 2022-23                          |
| Regatas Lima     | Vincitrice Liga Nacional Superior de Voleibol 2022-23         |
| Atlético Barbato | Vincitrice Liga Uruguaia de Voleibol 2023                     |

## Torneo

### Fase a gironi
| Girone A         | Girone B        |
| ---------------- | --------------- |
| Praia Clube      | Club San Martín |
| Regatas Lima     | Bauru           |
| Atlético Barbato | Minas           |

#### Girone A

##### Risultati
| 14 febbraio 2024 Ginásio Paulo Skaf, Bauru Durata: ? - Spettatori: ? | Praia Clube  | 3 - 0 | Atlético Barbato | 25-12, 25-9, 25-7   |
| 15 febbraio 2024 Ginásio Paulo Skaf, Bauru Durata: ? - Spettatori: ? | Regatas Lima | 3 - 0 | Atlético Barbato | 25-18, 25-20, 25-20 |
| 16 febbraio 2024 Ginásio Paulo Skaf, Bauru Durata: ? - Spettatori: ? | Praia Clube  | 3 - 0 | Regatas Lima     | 25-15, 25-18, 25-14 |

##### Classifica
| Pos. | Squadra          | Pt | G | V | P | SV | SP | Ratio | PF  | PS  | Ratio |
| ---- | ---------------- | -- | - | - | - | -- | -- | ----- | --- | --- | ----- |
| 1.   | Praia Clube      | 6  | 2 | 2 | 0 | 6  | 0  | MAX   | 150 | 75  | 2,000 |
| 2.   | Regatas Lima     | 3  | 2 | 1 | 1 | 3  | 3  | 1,000 | 122 | 133 | 0,917 |
| 3.   | Atlético Barbato | 0  | 2 | 0 | 2 | 0  | 6  | 0,000 | 86  | 150 | 0,573 |

      Qualificata alle semifinali per il primo posto.
      Qualificata alla finale per il quinto posto.

#### Girone B

##### Risultati
| 14 febbraio 2024 Ginásio Paulo Skaf, Bauru Durata: ? - Spettatori: ? | Bauru | 3 - 0 | Club San Martín | 25-7, 25-5, 25-12          |
| 15 febbraio 2024 Ginásio Paulo Skaf, Bauru Durata: ? - Spettatori: ? | Bauru | 1 - 3 | Minas           | 19-25, 25-18, 24-26, 17-25 |
| 16 febbraio 2024 Ginásio Paulo Skaf, Bauru Durata: ? - Spettatori: ? | Minas | 3 - 0 | Club San Martín | 25-10, 25-13, 25-20        |

##### Classifica
| Pos. | Squadra         | Pt | G | V | P | SV | SP | Ratio | PF  | PS  | Ratio |
| ---- | --------------- | -- | - | - | - | -- | -- | ----- | --- | --- | ----- |
| 1.   | Minas           | 6  | 2 | 2 | 0 | 6  | 1  | 6,000 | 169 | 128 | 1,320 |
| 2.   | Bauru           | 3  | 2 | 1 | 1 | 4  | 3  | 1,333 | 160 | 118 | 1,355 |
| 3.   | Club San Martín | 0  | 2 | 0 | 2 | 0  | 6  | 0,000 | 67  | 150 | 0,446 |

      Qualificata alle semifinali per il primo posto.
      Qualificata alla finale per il quinto posto.

### Fase finale

#### Finale 1º e 3º posto
|  | Semifinali | Semifinali   | Semifinali |             |    | Finale          | Finale          | Finale          |  |
|  |            |              |            |             |    |                 |                 |                 |  |
|  | 1B         | Minas        | 3          |             |    |                 |                 |                 |  |
|  | 1B         | Minas        | 3          |             |    |                 |                 |                 |  |
|  | 2A         | Regatas Lima | 0          |             |    |                 |                 |                 |  |
|  | 2A         | Regatas Lima | 0          |             | 1B | Minas           | 3               |                 |  |
|  |            |              |            |             | 1B | Minas           | 3               |                 |  |
|  |            |              | 1A         | Praia Clube | 2  |                 |                 |                 |  |
|  | 1A         | Praia Clube  | 1A         | Praia Clube | 2  | 3               |                 |                 |  |
|  | 1A         | Praia Clube  |            |             |    | 3               |                 |                 |  |
|  | 2B         | Bauru        | 0          |             |    | Finale 3º posto | Finale 3º posto | Finale 3º posto |  |
|  | 2B         | Bauru        | 0          |             |    |                 |                 |                 |  |
|  |            |              |            |             |    |                 |                 |                 |  |
|  |            |              |            |             |    | 2B              | Bauru           | 3               |  |
|  |            |              |            |             |    | 2B              | Bauru           | 3               |  |
|  |            |              |            |             |    | 2A              | Regatas Lima    | 1               |  |

##### Semifinali
| 17 febbraio 2024 Ginásio Paulo Skaf, Bauru Durata: ? - Spettatori: ? | Minas       | 3 - 0 | Regatas Lima | 25-15, 25-21, 25-21 |
| 17 febbraio 2024 Ginásio Paulo Skaf, Bauru Durata: ? - Spettatori: ? | Praia Clube | 3 - 0 | Bauru        | 25-20, 25-19, 25-19 |

##### Finale 3º posto
| 18 febbraio 2024 Ginásio Paulo Skaf, Bauru Durata: ? - Spettatori: ? | Bauru | 3 - 1 | Regatas Lima | 25-21, 25-15, 21-25, 25-21 |

##### Finale
| 18 febbraio 2024 Ginásio Paulo Skaf, Bauru Durata: ? - Spettatori: ? | Minas | 3 - 2 | Praia Clube | 24-26, 16-25, 25-19, 25-22, 15-11 |

#### Finale 5º posto
| 17 febbraio 2024 Ginásio Paulo Skaf, Bauru Durata: ? - Spettatori: ? | Atlético Barbato | 3 - 2 | Club San Martín | 25-23, 23-25, 25-21, 20-25, 15-9 |

## Classifica finale
| Pos | Squadre          | Qualificazione                    |
| --- | ---------------- | --------------------------------- |
|     | Minas            | Campionato mondiale per club 2024 |
|     | Praia Clube      | Campionato mondiale per club 2024 |
|     | Bauru            |                                   |
| 4   | Regatas Lima     |                                   |
| 5   | Atlético Barbato |                                   |
| 6   | Club San Martín  |                                   |

## Premi individuali
| Premio                 | Nome              | Squadra     |
| ---------------------- | ----------------- | ----------- |
| MVP                    | Júlia Kudiess     | Minas       |
| Miglior palleggiatrice | Danielle Lins     | Bauru       |
| Miglior opposto        | Monique Pavão     | Minas       |
| Miglior schiacciatrice | Sof'ja Kuznecova  | Praia Clube |
| Miglior schiacciatrice | Priscila Daroit   | Minas       |
| Miglior centrale       | Thaísa de Menezes | Minas       |
| Miglior centrale       | Mayany de Souza   | Bauru       |
| Miglior libero         | Natália de Araújo | Praia Clube |